# Phaeostigma resslianum
Phaeostigma resslianum är en halssländeart som först beskrevs av H. Aspöck och U. Aspöck 1970.  Phaeostigma resslianum ingår i släktet Phaeostigma och familjen ormhalssländor. Inga underarter finns listade i Catalogue of Life.